# Гладышевский сельсовет (Тамбовская область)
Гладышевский сельсовет — сельское поселение в Токарёвском районе Тамбовской области Российской Федерации.
Административный центр — деревня Ястребовка.

## История
Статус и границы сельского поселения установлены Законом Тамбовской области от 17 сентября 2004 года № 232-З «Об установлении границ и определении места нахождения представительных органов муниципальных образований в Тамбовской области».

## Население
| 2010 | 2012 | 2013 | 2014 | 2015 | 2016 | 2017 |
| ---- | ---- | ---- | ---- | ---- | ---- | ---- |
| 595  | ↘561 | ↘547 | ↘524 | ↘510 | ↘506 | ↘469 |
| 2018 | 2019 | 2020 | 2021 |      |      |      |
| ↘455 | ↘450 | ↘431 | ↗452 |      |      |      |

## Состав сельского поселения
| № | Населённый пункт    | Тип населённого пункта          | Население |
| - | ------------------- | ------------------------------- | --------- |
| 1 | Воронцовские Отруба | деревня                         | 1         |
| 2 | Гладышево           | село                            | ↘144      |
| 3 | Семенецк            | деревня                         | 67        |
| 4 | Цыгановка           | деревня                         | 57        |
| 5 | Ястребовка          | деревня, административный центр | ↘326      |